# پورت کلرنس (آلاسکا)
پورت کلرنس (به انگلیسی: Port Clarence) شهرکی در ناحیه سرشماری نوم، آلاسکا ایالت آلاسکا است که جمعیت آن در سرشماری سال ۲۰۰۰ میلادی ۲۱ نفر بوده‌است.